# 国鉄テラ1形貨車
国鉄テラ1形貨車（こくてつテラ1がたかしゃ）は、かつて日本国有鉄道（国鉄）に在籍した鉄製有蓋車である。

## 概要
本形式は、国鉄が1963年（昭和38年）から1966年（昭和41年）にかけて、協三工業および鉄道車輛工業において180両（テラ1 - テラ180）を製造した、国鉄初の17トン積み二軸鉄製有蓋車である。国鉄所有の鉄製有蓋車は、本形式が最後である。15トン積みであった前級テム300形を基本に、新しい拡大車両限界を採用して車体を大型化したものの、台枠等の軽量化を行って自重は同形式比0.6トン軽くなった。
車体は、漏水を防ぎ、積荷の化学反応による発熱に対応するため、床板・側板・屋根まですべて鋼板製である。積荷のばら積みに配慮して内側を平滑にするため、内張りはなく、側柱を外側に配して側板に平鋼板を使用している。また、荷役用扉として車体中央部に幅1,700mmの片引の鋼製戸を配し、横に2条の補強用リブがある。側引戸は、粉塵によるつまりを防ぐため、吊戸であった。屋根カーブは単一曲線とされており、側板との接続部には折れ線がついているのが特徴である。
荷室の寸法は、長さ7,120mm、幅2,485mm、高さ2,400mm、床面積は17.4m2、容積は42.5m3である。全長は7,920mm、全幅は2,805.6mm、全高は3,662.1mm、軸距は4,000mm、自重は8.6tである。
本形式の軸ばね支持装置は二段リンク式で、最高運転速度は75km/h、車軸は12t長軸である。ワム60000形やワラ1形と同じく、ばね吊り受けを横梁に設置した近代構造としている。
本形式は、生石灰の輸送用として、盛岡鉄道管理局（陸中松川駅）や高崎鉄道管理局（栃木駅）、名古屋鉄道管理局（美濃赤坂駅）などに専属配置されて使用されていたが、貨物輸送システムの転換に伴って廃車が進み、1986年（昭和61年）に形式消滅した。

## 保存
本形式は、三重県いなべ市の貨物鉄道博物館に、テラ146が保存されている。